# Jean-Baptiste Masui
Jean-Baptiste Masui, Ingénieur, né à Bruxelles, le 17 janvier 1798, décédé à Bruxelles, le 11 décembre 1860, il fut le premier directeur général des chemins de fer, postes et télégraphes belge. Commandeur de l'Ordre de Léopold Ier, la Belgique lui fit des funérailles nationales.

## Biographie
Jean-Baptiste Masui entame de bonne heure des études scientifiques à l'École des manufactures de France (1812). En 1814, il entre à la ville de Bruxelles en qualité d'ingénieur. L'un de ses premiers chantiers fut celui qui permit l'aménagement du Canal de Willebroeck en vue d'en améliorer la navigabilité pour le transport fluvial. Après la révolution de 1830, il intervient dans les Polders (le long de la Côte belge de la Mer du Nord) endommagés lors des troubles révolutionnaires. Nombre de cours d'eau devaient réintégrer leur lit et d'importants travaux d'exhaure devaient être réalisés. Les travaux hydrauliques de l'ingénieur de deuxième classe Masui sont remarqués.

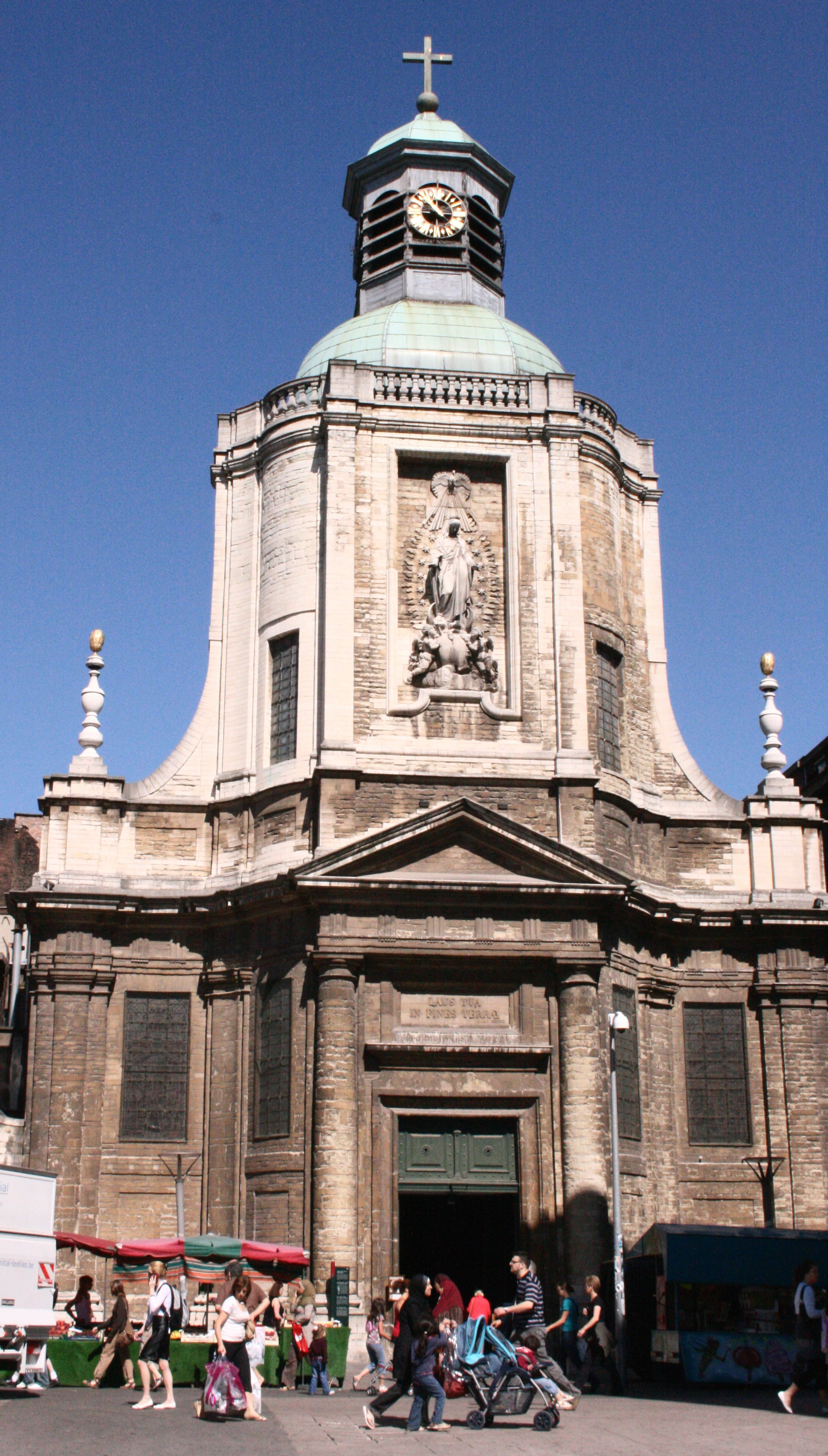
Bruxelles - Église Notre-Dame du Finistère

Léopold Ier, est frappé par ces travaux. Par un arrêté royal daté du 25 décembre 1837, Jean-Baptiste Masui est élevé à la dignité de commandeur de l'Ordre de Léopold. Il est également promu cette même année secrétaire général des travaux publics. En 1838, il est haut fonctionnaire de l'administration des chemins de fer en exploitation, il passe ingénieur de première classe et est nommé inspecteur divisionnaire des ponts et chaussées.
Le 24 janvier 1850, par disposition royale, lui fut conférée la direction générale des Chemins de fer et des Ponts-et-Chaussées.
Par arrêté royal du 27 janvier 1850, Masui fut nommé directeur général des Chemins de fer et des Postes. L'Etat belge exploitait alors un réseau de 621 km de lignes . 
Jean-Baptiste Masui, durement éprouvé par le décès de son épouse et de sa fille, mourut le 11 décembre 1860. Homme de bien, apprécié de tous, il eut droit à des funérailles nationales qui se déroulèrent en l'Église Notre-Dame du Finistère à Bruxelles, le 13 décembre 1860. De nombreuses personnalités politiques et de l'administration lui rendirent hommage.
« Les gouvernements étrangers lui donnèrent à l'envi les témoignages de haute considération les plus marquants. Les décorations de France, d'Autriche, de Prusse, et d'autres états d'Allemagne, de Russie, de Piémont, d'Espagne et des Pays-Bas attestent la réputation dont M. Masui jouissait à l'étranger » (extrait de son éloge funèbre)
Une statue lui rendant hommage fut inaugurée le 1er mai 1867, la sculpture le présentant en costume de grand apparat, fut réalisée par Charles-Auguste Fraikin. La statue était placée alors dans le hall de l'ancienne Gare de Bruxelles-Nord. Elle est aujourd'hui conservée dans le Musée des Chemins de Fer Belges "Train World" à Bruxelles.
Une rue et une place portent son nom à Bruxelles.